# (8067) Helfenstein
(8067) Helfenstein est un astéroïde de la ceinture principale.

## Description
(8067) Helfenstein est un astéroïde de la ceinture principale. Il fut découvert le 7 septembre 1980 à la station Anderson Mesa par Edward L. G. Bowell. Il présente une orbite caractérisée par un demi-grand axe de 2,58 UA, une excentricité de 0,14 et une inclinaison de 15,3° par rapport à l'écliptique.

## Compléments